# 손소 (상우후)
손소(孫紹, ? ~ ?)는 오(吳)의 황족으로, 손책(孫策)의 장남이며, 손봉(孫奉)의 아버지이다.

## 생애
200년에 손책이 26세로 급사할 당시, 손소의 나이가 어렸기 때문에 손책은 그의 동생인 손권(孫權)에게 후사를 부탁했다. 손권이 제위에 오르자 오후(吳侯)로 봉해졌으며, 이후 상우후(上虞侯)로 다시 봉해졌다. 손소가 죽자, 그의 아들 손봉(孫奉)이 뒤를 이었다.